# Иерусалим — Мерказ
Иерусалим — Мерказ (ивр. תחנת הרכבת ירושלים – מרכז‎, Таханат ха-Ракевет Йерушалаим-Мерказ («Иерусалим-Центральный»)) — проектируемая железнодорожная станция израильской железной дороги в Иерусалиме.

## Проектирование
Новая железная дорога Тель-Авив — Иерусалим доходит до станции Иерусалим — Ицхак Навон, расположенной на глубине 80 метров под землей у северо-западного въезда в Иерусалим. В нескольких предложениях предлагалось продлить эту линию до центра Иерусалима и оттуда, возможно, до Стены Плача в Старом городе.
Первоначальные планы предусматривали создание центрального железнодорожного вокзала Иерусалима на пересечении улиц Кинг-Джордж и Яффо, под «Зданием с колоннами» (которое с 1932 по 1960-е годы служило центральным автовокзалом Иерусалима) и его парковкой. Это место будет обеспечивать пересадку на красную и будущую синюю линии иерусалимского скоростного трамвая. Станция могла бы быть расположена на глубине 50 м под землёй.
В июле 2018 года было предложено немного другое место, в 130 м к северо-западу, в будущем «Бенинском подворье», которое будет построено недалеко от площади Давидка, расположенной примерно в 1,4 км к юго-востоку от железнодорожной станции Навон. Израильские железные дороги подали юридическое возражение с просьбой изменить план комплекса, чтобы разрешить строительство подземной станции. Поскольку это место находится выше, чем «Здание с колоннами», станция будет глубже, на 75 м ниже уровня земли и почти так же глубоко, как станция Навон. Ожидается, что от этой будущей станции линия будет продолжаться под землей на юго-восток в направлении Старого города, соединяясь с большой неглубокой подземной станцией, которая будет построена рядом с исторической железнодорожной станцией Иерусалима.
В 2020 году правительство Израиля одобрило выделение 90 миллионов шекелей на покупку прав на будущий комплекс, чтобы разрешить строительство станции. В ноябре 2021 года были обнародованы подробные планы станции; по их словам, главный вход будет построен под Бенинским подворьем, но дополнительный вход также будет построен под Зданием с колоннами. Таким образом, глубина станции составит 78 м ниже уровня земли от входа в Бенинское подворье и 71 м ниже уровня земли от Здания с колоннами. Также был подтвержден окончательный маршрут линии — она пройдёт через подземную станцию под исторической железнодорожной станцией Иерусалим-Хан и выйдет из-под земли, чтобы соединиться с наземной железнодорожной станцией Иерусалим-Малха.
Как и существующие станции Навон и Малха, а также планируемая возрождённая станция Хан, Иерусалим-Центральный будет иметь две островные платформы, обслуживающие четыре пути. Каждая островная платформа будет построена сводчатой, и оба сводчатых зала будут соединены прямыми переходами с эскалаторами и лифтами, ведущими на поверхность; в отличие от устройства Иерусалим-Навон, где эскалаторы и лифты ведут только к центральному своду, от которого к платформам ведут переходы над путями.